# Google Doodle

"Google Doodle" Vés a votar per a les eleccions dels Estats Units de 2018.

Un Google Doodle, o simplement Doodle (de l'anglès doodle, que designa un gargot i permet la paronomàsia amb " Google "), és una modificació particular i temporal del logotip de Google presentada durant un dia a la pàgina d'inici del cercador de l'empresa. Es creen per celebrar esdeveniments particulars com festes nacionals, aniversaris de personatges il·lustres o altres esdeveniments com els Jocs Olímpics. Alguns Google Doodles revelen triforces ocultes.

## Orígens i rols
El primer dels Google Doodles es va dibuixar l'any 1998 per al festival Burning Man : els fundadors de Google van voler marcar la seva presència en aquest festival integrant una silueta en flames al logotip de l'època. La tradició ha continuat fins als nostres dies, amb més d'un miler de logotips.
Els doodles es creen per celebrar esdeveniments particulars com ara festes nacionals, aniversaris de persones il·lustres o altres esdeveniments com els Jocs Olímpics. La conquesta de l'espai és un tema especialment privilegiat. També poden informar d'esdeveniments que no estaven programats, com la publicació de l'estudi sobre Darwinius masillae.
Sergey Brin, cofundador de Google, presenta la patent de Google Doodles22 especificant que l'objectiu principal d'aquests logotips és la promoció d'una empresa. Aquest ús com a eina de cibermàrqueting està confirmat pel Doodle del8 que celebra l'aniversari del naixement de Jules Verne en representar el submarí de vint mil llegües de viatge submarí, promocionant Amazon el llibre aquell dia.

## Forma dels Doodles
Normalment, un doodle apareix en un sol dia, però, més rarament, els doodles poden formar una sèrie durant diversos dies seguits. Depenent de l'abast considerat de l'esdeveniment, els Doodles de Google són visibles simultàniament en un gran nombre de països o en un país concret.
Cada Doodle porta un enllaç d'hipertext que condueix a la pàgina de resultats obtinguda per una cerca en una cadena de caràcters que descriu el tema celebrat. Això genera curiositat entre els visitants i comporta un augment significatiu del trànsit als llocs millor referenciats per aquest motiu de cerca. No obstant això, no se'ls notifica als administradors web, la qual cosa pot provocar una denegació de servei. Per solucionar-ho, Google canvia la cadena de cerca durant el dia.
El primer Google Doodle en forma de videojoc interactiu va ser en línia els dies 21, 22 i 23 de maig de 2010. Era un clon de Pac-Man, celebrant el 30 aniversari del joc. El botó " tinc sort va ser substituït per a l'ocasió per un botó " Insereix peces » per iniciar el joc (que també es podia iniciar esperant uns segons després de carregar la pàgina).
El 15 d'abril de 2011 es va crear el primer vídeo doodle pels 122 anys del naixement de Charlie Chaplin.

## Autors
La majoria dels Doodles han estst fets per Dennis Hwang. El primer que va fer íntegrament va ser el de la Diada Nacional francesa de l'any 2000. Alguns doodles van ser creats per altres artistes com Scott Adams durant la setmana especial de Dilbert del 20 al 24 de maig de 2002 — quatre logotips de Google amb canvis mínims, a sota dels quals els personatges de Dilbert van parlar de possibles canvis, amb el logotip de Dilbert només apareixent l'últim dia.

## Reaccions
Als Estats Units, Google ha rebut crítiques dels conservadors per la seva elecció poc patriòtica en esdeveniments celebrats. De fet, el 4, el lloc va celebrar el 50 aniversari del llançament del Spútnik per part de la Unió Soviètica, antic enemic dels Estats Units durant la Guerra Freda, així com diverses dates que els crítics consideren insignificants, però no ho van fer per al Memorial Day o Veterans Day.
Exalead es va fer càrrec del mateix concepte, i amb data del 1er d'abril de 2007 el seu logotip va agafar els colors de Google i s'hi va adjuntar com una "broma d'abril" .